# Violenza interreligiosa in Nigeria
La violenza interreligiosa in Nigeria è un conflitto sociale sviluppatosi a partire dal 1953 che vede contrapposti milizie di fanatici islamici e cristiani: i primi lottano per l'inserimento della Shari'a in tutti gli Stati nigeriani a maggioranza islamica mentre i secondi lottano per opporsi all'avanzare delle violenze anticristiane.
In accordo con alcuni resoconti, dall'inizio delle violenze sarebbero rimaste uccise più di diecimila persone e diverse altre migliaia sfollate a causa delle devastazioni nelle città oggetto di scontri e rivolte.

## Sfondo
L'Islam è tradizionalmente la religione dominante in Nigeria. Nel 1963 i fedeli cristiani rappresentavano il 35% della popolazione totale, in netta minoranza in confronto agli aderenti islamici. A partire dall'ultimo quarto del Novecento, la popolazione cristiana raggiunse il 40% in accordo con i dati della CIA, sfiorando il 48,2% nel 2003 in base al censimento del Nigerian Religious and Demographic survey poco dietro ai musulmani che rappresentavano il 50,5% del totale.

## Cronologia
- Il 1º maggio 1953 al culmine di una situazione politica instabile, nella città di Kano scoppia una violenta protesta tra abitanti del Nord e del Sud, composti principalmente da Yoruba i primi e Ibo i secondi. Per quattro giorni la città fu messa a ferro e fuoco, e nonostante sullo sfondo non ci fossero implicazioni religiose, bensì sociopolitiche, ciò comportò il deterioramento dei rapporti tra la Nigeria del Nord e quella del Sud.[6]
- Tra il 1999 e 2001 viene introdotta la Sha'ria in nove Stati a maggioranza islamica (Zamfara, Kano, Sokoto, Katsina, Bauchi, Borno, Jigawa, Kebbi, Yobe), mentre in altri tre Stati (Kaduna, Niger, Gombe) viene accettato l'utilizzo di una parte delle norme della legislazione islamica riguardo diritto civile e penale nelle regioni a maggioranza musulmana.[7]
- Il 13 luglio 2010 a Wukari (Taraba) nella Nigeria orientale, confinante con Plateau, si accende una rivolta tra cristiani e islamici che porta a metà giornata all'uccisione di 8 persone e il ferimento di 40. In accordo con il capo locale della polizia, Aliyu Musa, a fine giornata la situazione è stata messa sotto controllo grazie all'intervento delle autorità; nonostante ciò, sei moschee e una chiesa sono state date alle fiamme nel corso degli scontri iniziati dopo la costruzione di una moschea nell'area del commissariato locale.[8][9][10]
- Nel Natale 2010 un ciclo di attentati rivendicati via web dalla setta Boko Haram a quartieri e luoghi di culto cristiani provoca 86 morti in tutta la Nigeria. A Jos si innescano nuovi scontri interreligiosi come conseguenze delle violenze anticristiane. In correlazione a questi fatti, il 31 dicembre la polizia nigeriana effettua una maxioperazione a Maiduguri, capitale dello Stato federato di Borno, arrestando 92 persone ritenute colpevoli delle violenze natalizie e presumibilmente collegate a Boko Haram, già in passato protagonista di altri atti terroristici; in concomitanza alla retata sempre a Maiduguri 8 persone, tra cui 3 agenti di polizia, perdono la vita durante uno scontro a fuoco con militanti del suddetto gruppo estremista religioso.[11][12][13]
- Tra il 7 e l'11 gennaio 2011, dopo un attacco a due pullmini che trasportavano dei musulmani di ritorno da un matrimonio attribuito a bande cristiane, a Jos e nei distretti di Buruku e Angoljos si sono verificati episodi di violenza urbana che hanno portato alla morte di 18 persone e l'intervento dell'esercito per ristabilire l'ordine. Anche alla luce degli ultimi avvenimenti in Egitto e Medio Oriente riguardanti uccisioni e attentati a cristiani, il ministro degli esteri italiano Franco Frattini è intervenuto direttamente sul nuovo ciclo di violenza religiosa in Nigeria annunciando in una nota stampa che avrebbe portato al Consiglio degli Affari Esteri dell'Unione europea del 31 gennaio il da farsi in merito la garanzia di sicurezza e libertà di culto per le comunità cristiane residenti all'estero.[14][15][16]
- Il 27 gennaio, a Kano, una lite durante una partita a biliardo si è trasformata in una guerriglia urbana che ha portato all'uccisione di 35 persone nella sola e prima notte di scontri. Violenze in seguito estesesi a Jos fino a 3 giorni dopo, che hanno causato la morte di 15 persone e la distruzione di moschee e caseggiati.[17][18]